# Чи може підпорядковане промовляти?
«Чи може підпорядко́ване промовля́ти?» (англ. Can the Subaltern Speak) — есе написане в 1988 році індійською літературною критикинею та теоретикинею постколоніалізму і фемінізму Ґаятрі Чакраворті Співак. Робота була своєрідним відгуком на позицію Жиля Дельоза та Мішеля Фуко, представлену в їхньому діалозі «Інтелектуали та влада»[джерело?].

## Зміст
В своєму аналізі Співак звертає увагу на співвідношення двох різних значень репрезентацій — власне презентація і презентація у політичному контексті (Репрезентація). Натомість, у діалозі Фуко та Дельоза, як зазначає Співак, ці важливі розмежування стираються та ігноруються, їм не надається належної уваги та розмежування одне від одного. Наслідком такого упущення є повторне введення фігури суверенного суб'єкта.
Для того, щоб дати відповідь на питання «Чи можуть підпорядковані говорити?», Співак, яка є індійкою за походженням, звертається до історії індійської дівчини Бхуванешвари Бхадурі. Її історія повністю презентує та розкриває головну ідею праці Співак. Дівчина входила в одне зі збройних угрупувань, що брало участь у боротьбі за незалежність Індії. Бхуванешвара Бхадурі повісилась, коли не змогла виконати одне із політичних доручень — вбивство. Але важливим було те, щоб її самогубство було сприйнято правильно, щоб його не трактували як результат порочної пристрасті. Саме для цього дівчина навмисно дочекалась менструації, яка робила неможливими підозри в її таємній вагітності і яка також суперечила канонам традиційного жіночого жертовного самогубства. Але, навіть попри це, згодом існував варіант викривленого пояснення самогубства — від нещасного й порочного кохання.
Саме така неможливість для пригніченого суб'єкта бути почутим і є умовою можливості й неминучості самогубства дівчини. Проаналізувавши конкретний приклад, Співак стверджує: «Підпорядковані не можуть говорити» (самі за себе) — висновок, який вона робить. І додає, що представляти їх — задача інтелектуала (зокрема жінки-інтелектуалки). А також це може зробити художник/художниця. Але тут важливо кожного разу проводити розмежування між двома різними значеннями репрезентації, усвідомлюючи їхнє співвідношення. Для ілюстрації ситуації Співак ставить риторичне питання-приклад: кого представляє художник — пригнічених чи, все ж таки тих, хто пригнічує? І вся складність питання про репрезентацію пригнічених полягає в тому, що його потрібно ставити радикально. Тут неможливе прийняття нейтральної позиції, оскільки неможливо повністю виключити складову політичного аспекту репрезентації.